# 34450 Zashamickey
34450 Zashamickey è un asteroide della fascia principale. Scoperto nel 2000, presenta un'orbita caratterizzata da un semiasse maggiore pari a 2,3492055 au e da un'eccentricità di 0,1937715, inclinata di 3,78411° rispetto all'eclittica.